# Räjähdysvaara
Räjähdysvaara è l'album di debutto del rapper finlandese Pikku G, pubblicato dalla Warner Bros. nel 2003.
L'album ha ricevuto 4 dischi di platino per aver venduto oltre 120.000 copie.
Nello stesso anno è stata messa in commercio la versione XXL dell'album, formata da due CD contenenti video e inediti.

## Tracce
1. Intro
2. Me ollaan
3. Stara
4. Kunnianhimo
5. Jos vain voisin
6. Romeo ja Julia
7. Kaikki baunssaa
8. Räjähdysvaara
9. Shala-la-la
10. Älä ole vihainen
11. Oma perhe
12. Kyynelist hymyks
13. Kuka sulle nauraa

## Tracce versione XXL

### CD 1
1. Intro
2. Me ollaan
3. Stara
4. Kunnianhimo
5. Jos vain voisin
6. Romeo ja Julia
7. Kaikki baunssa
8. Räjähdysvaara
9. Shala-la-la
10. Älä ole vihainen
11. Oma perhe
12. Kyynelist hymyks
13. Kuka sulle nauraa

- Shala-la-la - video musicale

### CD 2
1. Kiitos teille kaikille
2. Laula mun kanssa
3. Me ollaan nuoriso II
4. Räjähdysvaara (live)
5. Romeo ja Julia (live)
6. Romeo ja Julia (acustico)

- Me ollaan nuoriso II (video)
- Me ollaan "Making Of" (video)
- Me ollaan nuoriso (Elämä lapsille live-video)
- Räjähdysvaara (live-video)